# The backwoods
The backwoods és una pel·lícula de thriller hispanobritànica del 2006 dirigida i coescrita pel director basc Koldo Serra. S'ha doblat al català.
Ambientada l'any 1978 al País Basc, The backwoods explica la història de dues parelles casades que s'allotgen en una casa aïllada al bosc. L'anglès Paul (Gary Oldman) ha comprat una casa, que havia sigut de la seva àvia basca, com a refugi de vacances per a ell i la seva dona espanyola Isabel (Aitana Sánchez-Gijón). Se'ls uneixen el seu compatriota anglès Norman (Paddy Considine) i la seva dona Lucy (Virginie Ledoyen), que confien en el fet que les vacances ajudin a salvar el seu matrimoni. Mentre estan de caça, en Norman i en Paul descobreixen una noia deformada tancada en un edifici abandonat; decideixen rescatar-la i la porten de tornada a la seva casa. L'endemà, un grup d'homes armats del poble acudeixen a la casa a la recerca de la noia, que diuen que és la seva neboda.
Els crítics van assenyalar similituds entre The backwoods i thrillers anteriors com Deliverance i Els gossos de palla.

## Repartiment
- Gary Oldman com a Paul
- Virginie Ledoyen com a Lucy
- Paddy Considine com a Norman
- Aitana Sánchez-Gijón com a Isabel
- Lluís Homar com a Paco
- Yaiza Esteve com a Nerea
- Álex Angulo com a José Andrés
- Patxi Bisquert com a José Luis
- Andrés Gertrúdix com a Antonio
- Savitri Ceballos com filla de José Andrés
- José Andrés Zalguegui com a cambrer